# Trindade (Insel)
Trindade (port. Ilha da Trindade, dt. „Insel der Dreifaltigkeit“) ist eine brasilianische Vulkaninsel im Atlantischen Ozean etwa 1150 Kilometer östlich von Vitória.

## Geographie und Geologie
Die etwa 6 km lange und 3 km breite Insel weist eine Fläche von rund 10 km² auf und stellt die mit Abstand größte Insel der Inselgruppe Trindade und Martim Vaz dar. Die Insel ist ein aktiver Schichtvulkan mit Kratern und zahlreichen Lavadomen. Sie besteht aus zerklüftetem Gelände, das bis ins 19. Jahrhundert hinein bewaldet war; heute ist sie mit Ausnahme des südlichen Teils öde. Trindade ist bis auf den brasilianischen Marineposten Enseada dos Portugueses unbewohnt.

## Geschichte
Die Insel wurde 1502 von dem portugiesischen Seefahrer Vasco da Gama entdeckt und war bis zur Unabhängigkeit Brasiliens portugiesisches Territorium. Von 1890 bis 1896 wurde Trindade von Großbritannien besetzt, bis sie durch ein Übereinkommen an Brasilien zurückgegeben wurde.
Am 14. September 1914 wurde der kaiserlich-deutsche Hilfskreuzer Cap Trafalgar von der britischen Carmania vor Trindade versenkt.